# FC Twente Enschede (Frauenfußball)
Die Frauenfußballabteilung des FC Twente Enschede besteht seit 2007. Die Mannschaft spielt seit der Saison 2015/16 in der Eredivisie, wie zuvor auch schon von 2007 bis 2012. Von 2012 bis 2015 spielte sie in der BeNe League; Spielstätte ist De Grolsch Veste.

## Allgemeines
Das Team spielt in komplett roten Heimtrikots. Die Auswärtstrikots sind von den Stutzen bis Hose und Trikot in Hellblau gehalten.

## Geschichte
| Twente Enschede in der Eredivisie  |       |        |        |
| Saison                             | Platz | Punkte | Tore   |
| 2007/08                            | 05    | 24     | 29:34  |
| 2008/09                            | 05    | 33     | 28:30  |
| 2009/10                            | 04    | 25     | 29:32  |
| 2010/11                            | 01    | 44     | 39:20  |
| 2011/12                            | 02    | 33     | 31:22  |
| 2015/16                            | 01    | 56     | 79:21  |
| Twente Enschede in der BeNe League |       |        |        |
| 2012/13                            | 01    | 33     | 40:10  |
| 2013/14                            | 01    | 65     | 104:20 |
| 2014/15                            | 02    | 62     | 71:16  |

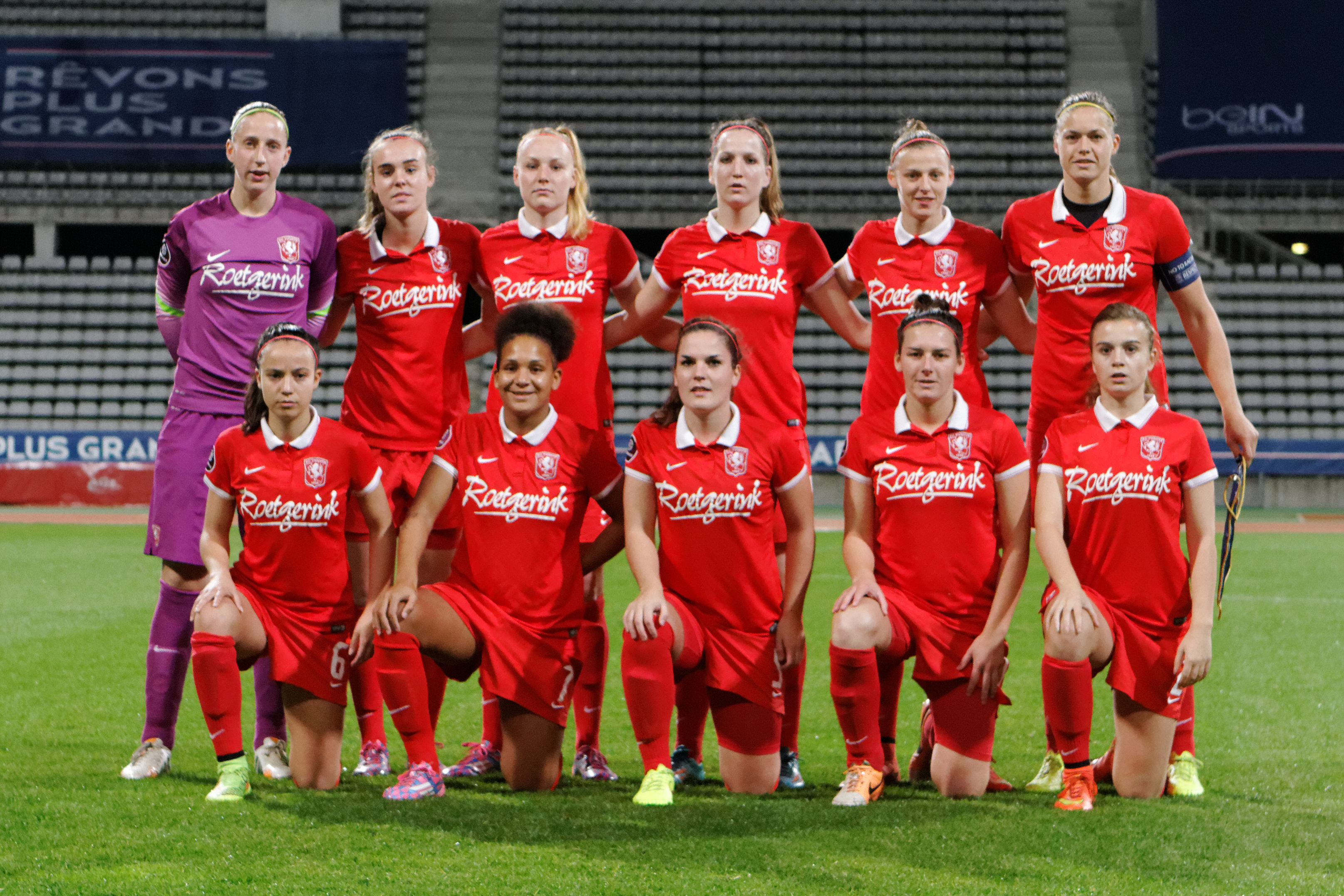
PSG-Twente, UEFA Women’s Champions League 2014/15

Seit der Spielzeit 2007/08 unterhält der Verein eine Frauenfußballmannschaft. Sie wurde am 21. Januar 2007 durch den Vorstand des FC Twente gegründet. Diese ist berechtigt, an der Eredivisie für Frauen teilzunehmen. Erste Trainerin wurde Mary Kok-Willemsen, die zuvor bereits Amateurfrauenvereine und Jugendmannschaften anderer Klubs trainierte.
Am 29. August 2007 eröffneten die Frauen des FC Twente vor heimischen Publikum in der De Grolsch Veste die Frauenliga. Erste Torschützin der Liga und für Twente war Marieke van Ottele. Mit nur 75 Sekunden nach Anpfiff war es zugleich das bisher schnellst erzielte Tor der Eredivisie der Frauen. Das Spiel gegen den SC Heerenveen ging 2:3 verloren. Nach Ablauf der Spielzeit wurde die Enschede-Spielerin Sylvia Smit, zudem beste Angreiferin des Teams, als zweitbeste Spielerin der Saison geehrt. Mit sieben Siegen, drei Unentschieden und zehn Niederlagen wurde die Mannschaft fünfter von sechs Mannschaften. Im Kampf um den KNVB-Pokal verlief die Saison besser. Nachdem das Team erst zur 2. Runde in den Wettbewerb einsteigen musste, reichten vier Siege, um in das Finale um den Cup einzuziehen. Dort trat man am 24. Mai 2008 dem FC Utrecht gegenüber. Durch je ein Tor von Janneke Bijl, Carola Winter und Sylvia Smit gewann die Mannschaft mit 3:1. Einzige Torschützin der Utrechter war Lesley Landweer, die zum zwischenzeitlichen Ausgleich treffen konnte. Damit war der erste Vereinserfolg bereits im ersten Jahr nach Einführung der Damenmannschaft perfekt. Die Folgespielzeit in der Liga lief ähnlich. Wieder reichte es nur zu Platz fünf. Nur der SC Heerenveen und das neue Team von Roda JC Kerkrade blieben hinter den Twenter Damen. Beste Angreiferin des Klubs war Marlous Pieëte mit 12 Toren. Damit blieb sie zwei Treffer hinter Torschützenkönigin Sylvia Smit, die vor der Saison aus Enschede nach Heerenveen wechselte. Aus dem KNVB-Pokal musste man auf Grund des jährlichen Koninginnedag ausscheiden. Dies traf zudem alle anderen Erstligamannschaften. Eine Verteidigung des Titels war deshalb nicht möglich. 2009/10 startete der Klub mit nur einem Sieg aus den ersten fünf Spielen schlecht in die neue Spielzeit. Mit Suzanne de Kort vom zurückgezogenen Klub Roda JC Kerkrade kam eine neue Stürmerin, die im Laufe der Saison wichtig werden sollte. Zudem wurden Spieler aus den Jugendmannschaften in die Erstligamannschaft beordert, wo sie innerhalb des Saisonverlaufs zu Möglichkeiten kommen sollten. Im Gegensatz zur Liga, war es wieder der Pokalwettbewerb, der die Spielerinnen feiern ließ. Bisher schafften sie es bis ins Halbfinale.

## Wissenswertes

### Kapitäninnen
Die Frauenmannschaft wurde bisher von drei Spielführerinnen in die Wettbewerbe geführt. Erste Kapitänin war die Niederländerin Marloes de Boer. 2008 wurde diese kurzzeitig von Sanne Pluim abgelöst, ehe Anouk Dekker die Binde übernahm.
| Name            | Zeitraum   |
| --------------- | ---------- |
| Marloes de Boer | 2007–2008  |
| Sanne Pluim     | 2008       |
| Anouk Dekker    | 2008–2010  |
| Ashley Nick     | 2010–2011  |
| Anouk Dekker    | 2011-heute |

### Rekordtorschützinnen
| Platz | Name           | Tore |
| ----- | -------------- | ---- |
| 1.    | Jill Roord     | 21   |
| 2.    | Marlous Pieëte | 15   |
| 3.    | Anouk Dekker   | 13   |
| 4.    | Sylvia Smit    | 10   |

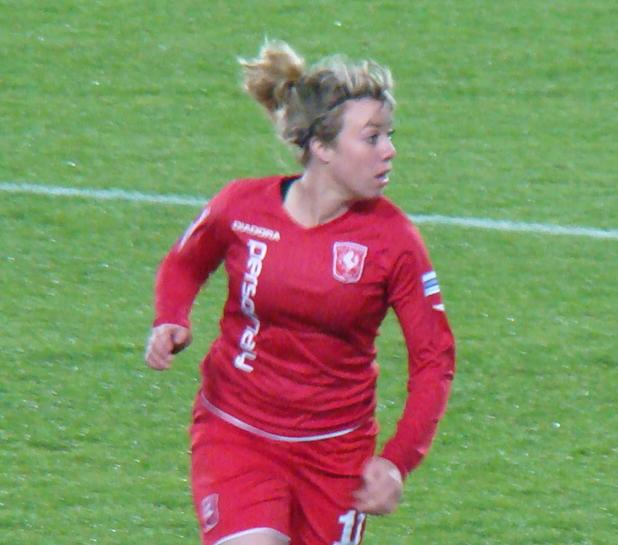
Rekordschützin Marlous Pieëte.

Bemerkung: Gezählt wurden nur Ligatreffer. Nationale und Internationale Tore wurde nicht mit einbezogen.

### Rekordspielerinnen
| Platz | Name               | Einsätze |
| ----- | ------------------ | -------- |
| 1.    | Mirte Roelvink     | 60       |
| 2.    | Marlous Pieëte     | 59       |
| 3.    | Anouk Dekker       | 57       |
|       | Lorca Van De Putte | 57       |
| 5.    | Jill Roord         | 46       |
|       | Carola Winter      | 46       |

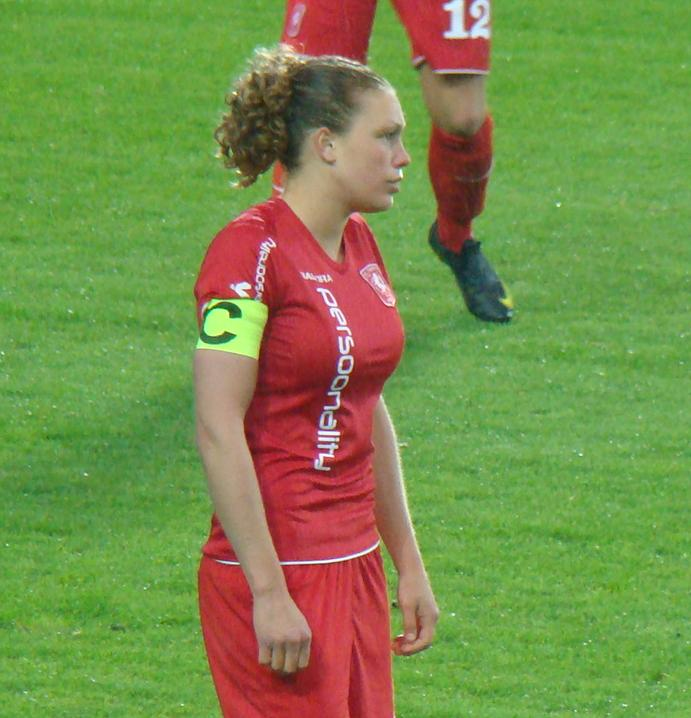
Rekordspielerin Mirte Roelvink.

Bemerkung: Gezählt wurden nur Ligapartien. Nationale und Internationale Spiele wurde nicht mit einbezogen.

### Rekordspiele
- Den höchsten Sieg in einem Pflichtspiel erreichte das Team am 24. November 2007. Mit 9:0 fertigte man damals die Frauen des Amateurklubs Oranje Nassau ab.
- Am 14. Februar 2008 verlor die Mannschaft mit 0:5 gegen Willem II Tilburg. Dies ist nicht nur die höchste Heimniederlage, sondern auch die höchste Liganiederlage.

## Sponsoren und Ausrüster
Die Damenmannschaft passt sich in ihrer Kleidung der Männerabteilung an und trägt die Trikots des jeweilig gültigen Ausrüsters. Abgesehen davon besitzt sie jedoch einen eigenen Trikotsponsoren. Dieser ist seit Einführung der Abteilung das Unternehmen Personality. Seit 2010 ist die Modefirma Roetgerink Trikotsponsor.

## Stadion
Der FC Twente trägt seine Heimspiele in der De Grolsch Veste aus. Das 1998 westlich der Stadt an der Eisenbahnstrecke nach Hengelo erbaute Stadion wurde nach dem Verkauf der Namensrechte nach einem Reiseveranstalter benannt. Dieses Unternehmen hatte als Sponsor einen Teil der Baukosten des Stadions getragen. Nach dem Ausbau von 13.500 auf etwa 24.000 Plätze im Sommer 2008 wurde das Stadion umbenannt, die Brauerei Grolsch ist jetzt Namensgeber De Grolsch Veste.

## Erfolge
- Niederländische Meisterschaft: 2010/11, 2015/16, 2018/19, 2021/22
- Niederländischer Pokal: 2008, 2015
- BeNe League: 2012/13, 2013/14

## Ehemalige Spielerinnen
(Auswahl)
- Nora Häuptle (ehemalige Nationalspielerin der Schweiz, Trainerin vom SC Sand)
- Marieke van Ottele (Erste Torschützin in einem Pflichtspiel für Twente)
- Sylvia Smit (Aktuelle Nationalspielerin für die Niederlande)
- Jessica Torny (Erste Torschützin in einem Spiel für Twente; ehemalige Nationalspielerin)

## Twentes Trainer

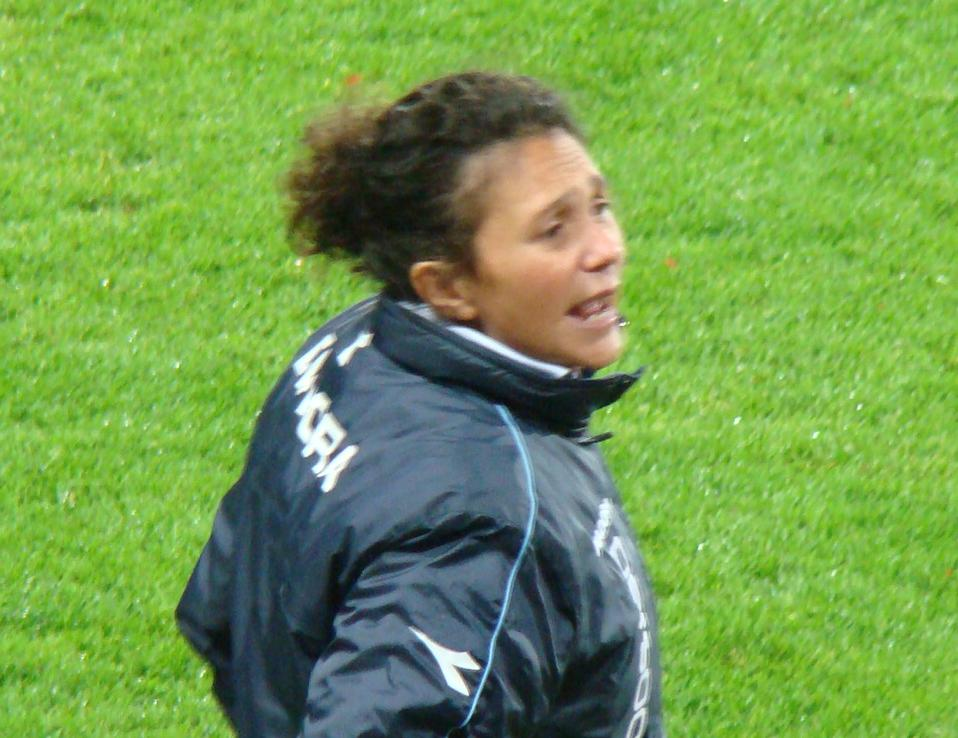
Mary Kok-Willemsen

Erste Trainerin des FC Twente war die Niederländerin Mary Kok-Willemsen. Zu ihrem größten Erfolg mit den Enscheder Damen gehört der Gewinn des KNVB-Pokals.
| Name               | Zeitraum  | Erfolge                                                       |
| ------------------ | --------- | ------------------------------------------------------------- |
| Mary Kok-Willemsen | 2007–2011 | - 2008: KNVB-Pokal - 2011: Meister der Eredivisie             |
| John van Miert     | 2011–2012 |                                                               |
| Arjan Veurink      | 2012–2016 | - 2013: Meister der BeNe League                               |
| Tommy Stroot       | 2016–2021 | - 2019: Meister der Eredivisie - 2021: Meister der Eredivisie |
| Robert de Pauw     | 2021–2022 | - 2022: Meister der Eredivisie - 2022: KNVB-Pokal             |
| Joran Pot          | seit 2022 |                                                               |